# Магомедмирзаев, Магомедмирза Мусаевич
Магомедмирза Мусаевич Магомедмирзаев (1939—2016) — советский и российский ботаник, специалист в области популяционной биологии, фенетики растений и геоботаники, исследователь флоры Дагестана, основатель и первый директор Горного ботанического сада Дагестанского научного центра РАН, доктор биологических наук, заслуженный деятель науки Республики Дагестан и Российской Федерации.

## Биография
В 1962 году окончил химико-биологический факультет Дагестанского государственного университета, в 1965 году там же окончил аспирантуру при кафедре ботаники.
В 1965—1972 годах работал в Дагестанском государственном университете. В 1966 году защитил кандидатскую диссертацию на тему «Геоботанический анализ горных лесов Дагестана» (руководитель — профессор П. Л. Львов).
В 1972—1992 годах был заведующим Лабораторию генетики растений в Отделе биологии Дагестанского филиала АН СССР. В 1977 году защитил докторскую диссертацию на тему «Анализ структуры изменчивости морфогенетических признаков высших растений и его использование в решении общих и прикладных задач популяционной биологии (Проблемы фенетики растений)».
С 1977 года начал организационную работу по созданию в Дагестане ботанического сада, которая успешно завершилась в 1986 году, когда были выделены земли на Гунибском плато и Президиум АН СССР принял соответствующее постановление. В 1992 году Горный ботанический сад стал самостоятельным научно-исследовательским учреждением, директором которого Магомедмирза Мусаевич был избран в том же году и был им до 2007 года.

## Избранные труды
Автор и соавтор более 100 научных работ.
- Магомедмирзаев М. М. Популяционные методы феногенетики количественных признаков растений. Сообщение I. Дисперсионный анализ // Генетика. — 1973. — Т. 9, № 9. — С. 143—152.
- Магомедмирзаев М. М. Популяционные методы феногенетики количественных признаков растений. Сообщение II. Аллометрический анализ // Генетика. — 1974. — Т. 10, № 4. — С. 27—35.
- Магомедмирзаев М. М. Популяционные методы феногенетики количественных признаков растений. Сообщение III. Ковариционный анализ // Генетика. — 1974. — Т. 10, № 10. — С. 144—151.
- Магомедмирзаев М. М. О проблемах морфологического измерения и счета с позиций фенетики растений // Журнал общей биологии. — 1976. — Т. 37, № 3. — С. 331—343.
- Магомедмирзаев М. М. Пути выявления и использования генетических ресурсов высших растений // Общая генетика. — М. : ВИНИТИ, 1978. — Т. 3. — С. 130—168.
- Магомедмирзаев М. М., Гриценко Л. А. Эколого-генетические аспекты метамерной организации побеговой системы растений // Журнал общей биологии. — 1986. — Т. 47, № 2. — С. 198—208.
- Магомедмирзаев М. М. Введение в количественную морфогенетику / отв. ред. А. В. Яблоков. — М. : Наука, 1990. — 229 с. — ISBN 5-02-004080-0.
- Магомедмирзаев М. М., Гусейнова З. А., Алибегова А. Н., Магомедова С. М. Проблема адаптивных стратегий растений / отв. ред. А. Г. Юсуфов. — Махачкала : Наука–Дагестан, 2013. — 300 с. — ISBN 978-5-94434-222-5.